# Антонио Ридигер
Антонио Ридигер (Берлин, 3. март 1993) јесте немачки фудбалер и национални репрезентативац. Тренутно игра за Реал Мадрид. Професионалну каријеру започео је у Штутгарту, а наступао је још за Рому и Челси. Игра на месту одбрамбеног играча.
За репрезентацију Немачке дебитовао је марта 2014. Због повреде је пропустио Европско првенство 2016, али је био део тима који је освојио Куп Конфедерација 2017. Такође је био део репрезентације на Светском првенству 2018.

## Статистика каријере

### Интернационална
До 9. септембра 2018
| Национални тим | Год    | Ута | Гол |
| -------------- | ------ | --- | --- |
| Немачка        |        |     |     |
| 2014           | 5      | 0   |     |
| 2015           | 2      | 0   |     |
| 2016           | 4      | 0   |     |
| 2017           | 11     | 1   |     |
| 2018           | 5      | 0   |     |
| Укупно         | Укупно | 27  | 1   |

## Успеси и признања

### Клуб
Челси
- ФА куп: 2017/18.[3]
- Лига шампиона: 2020/21.
- Лига Европе: 2018/19.
- УЕФА суперкуп: 2021.
- Светско клупско првенство: 2021.

Реал Мадрид
- Ла лига: 2023/24.
- Куп Шпаније: 2022/23.
- Суперкуп Шпаније: 2023/24.
- Лига шампиона: 2023/24.
- УЕФА суперкуп: 2022, 2024.
- Светско клупско првенство: 2022.

### Репрезентација
Немачка
- Куп конфедерација у фудбалу: 2017 — прво место

### Индивидуално
- Медаља Фриц Валтер: Златна медаља, У19 (2012)
- Најбољи играч утакмице : Финале ФА купа 2018[4]